# 綺城ひか理
綺城 ひか理（あやき ひかり、7月14日 - ）は、元宝塚歌劇団花組の男役スター。
千葉県千葉市、市立朝日ヶ丘中学校出身。身長176cm。愛称は「あかさん」、「あかり」。

## 来歴
2009年、宝塚音楽学校入学。
2011年、音楽学校卒業後、宝塚歌劇団に97期生として入団。入団時の成績は14番。星組公演「ノバ・ボサ・ノバ／めぐり会いは再び」で初舞台。
2012年、組まわりを経て花組に配属。
2016年の「ME AND MY GIRL」で、優波慧とダブルキャストで新人公演初主演。同年、花乃まりあ退団公演となる「金色の砂漠」で、新人公演単独初主演。
2019年の「Dream On!」（バウホール公演）で、水美舞斗・飛龍つかさとメインキャストを務める。同年11月25日付で星組へと組替え。
2023年2月13日付で古巣の花組へ再び組替えとなる。
2025年1月19日、永久輝せあ・星空美咲トップコンビ大劇場お披露目となる「エンジェリックライ／Jubilee」東京公演千秋楽をもって、宝塚歌劇団を退団。

## 宝塚歌劇団時代の主な舞台

### 初舞台
- 2011年4 - 5月、星組『ノバ・ボサ・ノバ』『めぐり会いは再び』（宝塚大劇場）

### 組まわり
- 2011年6 - 7月、星組『ノバ・ボサ・ノバ』『めぐり会いは再び』（東京宝塚劇場）
- 2011年10 - 12月、宙組『クラシコ・イタリアーノ』『NICE GUY!!』

### 花組時代
- 2012年7 - 10月、『サン＝テグジュペリ』『CONGA!!』
- 2012年11月、『Victorian Jazz（ヴィクトリアン ジャズ）』（バウホール）
- 2013年2 - 5月、『オーシャンズ11』 - ボーイ、新人公演：ブルーザー（本役：天真みちる）
- 2013年6月、『フォーエバー・ガーシュイン』（バウホール） - ルイス／ジミー[9]
- 2013年8 - 11月、『愛と革命の詩（うた）-アンドレア・シェニエ-』 - 新人公演：シャルル=ミシェル・ド・ラ・サブリエール（本役：優波慧）『Mr. Swing!』
- 2013年12月、『New Wave!-花-』（バウホール）
- 2014年2 - 5月、『ラスト・タイクーン -ハリウッドの帝王、不滅の愛-』 - 新人公演：ブリマー（本役：鳳真由）／ジャン・ブローカ（本役：和海しょう）『TAKARAZUKA ∞ 夢眩』
- 2014年6月、『ベルサイユのばら-フェルゼンとマリー・アントワネット編-』（中日劇場） - ルネ
- 2014年8 - 11月、『エリザベート-愛と死の輪舞（ロンド）-』 - エーアンの歌手、新人公演：シュテファン・カロリィ（本役：鳳真由）
- 2015年1月、『風の次郎吉-大江戸夜飛翔-』（ドラマシティ・日本青年館） - 錦吾郎[9]
- 2015年3 - 6月、『カリスタの海に抱かれて』 - 新人公演：セルジオ・グランディー（本役：瀬戸かずや）『宝塚幻想曲（タカラヅカ ファンタジア）』[9]
- 2015年7 - 8月、『ベルサイユのばら-フェルゼンとマリー・アントワネット編-』『宝塚幻想曲（タカラヅカ ファンタジア）』（梅田芸術劇場・台北国家戯劇院）
- 2015年10 - 12月、『新源氏物語』 - 臼杵、新人公演：左馬頭（本役：鳳真由）『Melodia-熱く美しき旋律-』
- 2016年2 - 3月、『Ernest in Love』（梅田芸術劇場・中日劇場） - ロンドン市民／農民／召し使い
- 2016年4 - 7月、『ME AND MY GIRL』 - ガス灯係、新人公演：ウイリアム・スナイブスン（ビル）（本役：明日海りお） 新人公演初主演[注釈 1][6][7]
- 2016年8月、『Bow Singing Workshop〜花〜』（バウホール）
- 2016年9月、『アイラブアインシュタイン』（バウホール） - ルドルフ
- 2016年11 - 2017年2月、『雪華抄（せっかしょう）』『金色（こんじき）の砂漠』 - テオドロスの侍従イリアス、新人公演：ギィ（本役：明日海りお） 新人公演主演[8][9]
- 2017年3 - 4月、『MY HERO』（TBS赤坂ACTシアター・ドラマシティ） - ハル・テイラー／受付の青年
- 2017年6 - 8月、『邪馬台国の風』 - カムイ、新人公演：奴王ヨリヒク（本役：瀬戸かずや）『Santé!!』
- 2017年10月、『ハンナのお花屋さん-Hanna's Florist-』（TBS赤坂ACTシアター） - ライアン
- 2018年1 - 3月、『ポーの一族』 - ルイス・バード／メアリーの連れの男、新人公演：フランク・ポーツネル男爵（本役：瀬戸かずや）
- 2018年5月、『Senhor CRUZEIRO（セニョール クルゼイロ）!』（バウホール） - アントニオ／ブエノスアイレスの男
- 2018年7 - 10月、『MESSIAH（メサイア）-異聞・天草四郎-』 - 鈴木重成『BEAUTIFUL GARDEN-百花繚乱-』
- 2019年2 - 4月、『CASANOVA』 - モーツァルト
- 2019年5 - 6月、『Dream On!』（バウホール） メインキャスト[10][3]
- 2019年6月、『恋スルARENA』（横浜アリーナ）[注釈 2]
- 2019年8 - 11月、『A Fairy Tale -青い薔薇の精-』 - ベン『シャルム!』[3]

### 星組時代
- 2020年2 - 3月、『眩耀（げんよう）の谷〜舞い降りた新星〜』 - カイラ『Ray-星の光線-』（宝塚大劇場）[12]
- 2020年7 - 9月、『眩耀（げんよう）の谷〜舞い降りた新星〜』 - カイラ『Ray-星の光線-』（東京宝塚劇場）
- 2020年11月、『エル・アルコン-鷹-』 - ジェラード・ペルー『Ray-星の光線-』（梅田芸術劇場）
- 2021年2 - 5月、『ロミオとジュリエット』 - パリス伯爵[注釈 3]／ベンヴォーリオ[注釈 4][4]
- 2021年7月、『マノン』（バウホール・KAAT神奈川芸術劇場） - ミゲル[4]
- 2021年9 - 12月、『柳生忍法帖』 - 鷲ノ巣廉助『モアー・ダンディズム!』
- 2022年2月、『ザ・ジェントル・ライアー〜英国的、紳士と淑女のゲーム〜』（KAAT神奈川芸術劇場） - ロバート・チルターン
- 2022年4 - 7月、『めぐり会いは再び next generation-真夜中の依頼人（ミッドナイト・ガールフレンド）-』 - 宰相オンブル『Gran Cantante（グラン カンタンテ）!!』
- 2022年9月、『モンテ・クリスト伯』 - ヴィルフォール『Gran Cantante（グラン カンタンテ）!!』（全国ツアー）[注釈 5]
- 2022年11 - 2023年2月、『ディミトリ〜曙光に散る、紫の花〜』 - ギオルギ『JAGUAR BEAT-ジャガービート-』[3][13]

### 花組時代
- 2023年4 - 5月、『二人だけの戦場』（梅田芸術劇場・東京建物 Brillia HALL） - ノヴァロ[14]
- 2023年7 - 10月、『鴛鴦歌合戦（おしどりうたがっせん）』 - 遠山満右衛門『GRAND MIRAGE!』
- 2023年11 - 12月、『激情』 - エスカミリオ『GRAND MIRAGE!』（全国ツアー）
- 2024年2 - 5月、『アルカンシェル』 - ジョルジュ[15]
- 2024年7 - 8月、『ドン・ジュアン』（御園座） - 騎士団長／亡霊[16]
- 2024年9 - 2025年1月、『エンジェリックライ』 - ラファエル『Jubilee（ジュビリー）』 退団公演[2][17]

## 出演イベント
- 2017年12月、タカラヅカスペシャル2017『ジュテーム・レビュー-モン・パリ誕生90周年-』
- 2018年11 - 12月、轟悠ディナーショー『Yū，Un jour chantant』[18]
- 2018年12月、タカラヅカスペシャル2018『Say!Hey!Show Up!!』
- 2019年12月、タカラヅカスペシャル2019『Beautiful Harmony』[11]

## 宝塚歌劇団退団後の主な活動
- 2025年9月、『Live Entertainment Show 〜You＆I〜』（I'M A SHOW）[19]

## 受賞歴
- 2017年、『阪急すみれ会パンジー賞』 - 新人賞[20]